# ¡Dispara!
¡Dispara! és una pel·lícula de 1993 dirigida per Carlos Saura protagonitzada per Francesca Neri i Antonio Banderas. La història és una tragèdia de venjança. A més de la caracterització dels actors en escena, aquesta filmació es converteix en una trista però alhora justa part d'una venjança.

## Argument
Ana treballa en un circ de Madrid disparant amb un rifle muntada a cavall a blancs en moviment. Marcos és un periodista que està escrivint un reportatge sobre el circ per al suplement dominical. S'enamoren a primera vista i tenen previst recórrer Europa. Mentre Marcos marxa a Barcelona a fer un reportatge sobre un concert, Ana és violada salvatgement a la seva roulotte per tres mecànics que feien reparacions al circ, i la deixen gairebé moribunda. La seva obsessió serà llavors la venjança; encara sagnant, agafa una escopeta i els mata a tots tres. Després va al metge, qui denuncia la seva violació i alhora sospita dels assassinats. Intenta fugir i mata dos policies que l'anaven a detenir. Després s'amaga al camp. Marcos descobreix el que ha passat, se sent culpable i intenta ajudar-la, però arriba tard, ja que ella mor en un tiroteig amb la policia.

## Repartiment
- Francesca Neri - Ana.
- Antonio Banderas - Marcos.
- Eulàlia Ramon - Lali.
- Coque Malla - violador.
- Daniel Poza - Alberto

## Llançament en DVD
¡Dispara! fou editat als Estats Units en DVD el 30 de gener de 1997 amb el títol en anglès Outrage!. La transferència i el doblatge a l'anglès és de mala qualitat i fa que Banderas sigui el protagonista principal de la pel·lícula, presentant-lo de manera destacada a la portada del DVD. El DVD és de qualitat pan and scan, remasteritzat en Estéreo Dolby Digital. i distribuït per Allumination.